# W Series
De W Series was een autosportkampioenschap in het formuleracing waar enkel vrouwen aan mee konden doen. Het kampioenschap had als doel om de deelname van vrouwen aan autosportkampioenschappen te bevorderen.

## Geschiedenis
De W Series werd op 10 oktober 2018 publiekelijk aangekondigd. Het kampioenschap werd gecreëerd als antwoord op de kleine hoeveelheid aan vrouwelijke coureurs die doorstoten tot de hoogste klassen in de autosport, met name de Formule 1. Het kampioenschap krijgt steun van meerdere prominente figuren uit de autosportwereld, waaronder voormalig Formule 1 Grand Prix-winnaar David Coulthard en ontwerper Adrian Newey.
Het eerste seizoen van de W Series werd in 2019 gehouden als onderdeel van zes raceweekenden van de Deutsche Tourenwagen-Masters. De races worden georganiseerd door de British Racing and Sports Car Club.
In 2020 zou het kampioenschap voor het eerst rijden tijdens het voorprogramma van enkele Formule 1-races, maar het seizoen werd afgelast vanwege de coronapandemie. In 2021 keert de klasse terug en worden alle races gehouden in het voorprogramma van de Formule 1.

## Specificaties
De W Series rijdt met mechanisch identieke auto's gebaseerd op de Tatuus T-318, gehomologeerd door de FIA om te gebruiken in de Formule 3 - het viel echter onder de Formule Regional-categorie. De auto bevat een 1.8 liter-motor afgesteld door Autotecnica Motori en een halo voor de veiligheid van het hoofd van de coureur. Daarnaast gelden de volgende specificaties:
- Chassis: koolstofvezel monocoque
- Motor: 1.8L (1800cc) DOHC inline-4
- Versnellingsbak: Sadev 6-versnellings halfautomatische versnellingsbak + achteruit
- Gewicht: 565 kg
- Vermogen: 270 pk (201 kW)
- Brandstof: n.n.b.
- Brandstofcapaciteit: 45,5 liter
- Brandstofinjectie: direct
- Aanzuiging: turbolader
- Breedte: 1.850 mm
- Wielbasis: 2.000 mm
- Besturing: Kracht-geassisteerde tandheugel

## Eindpodia

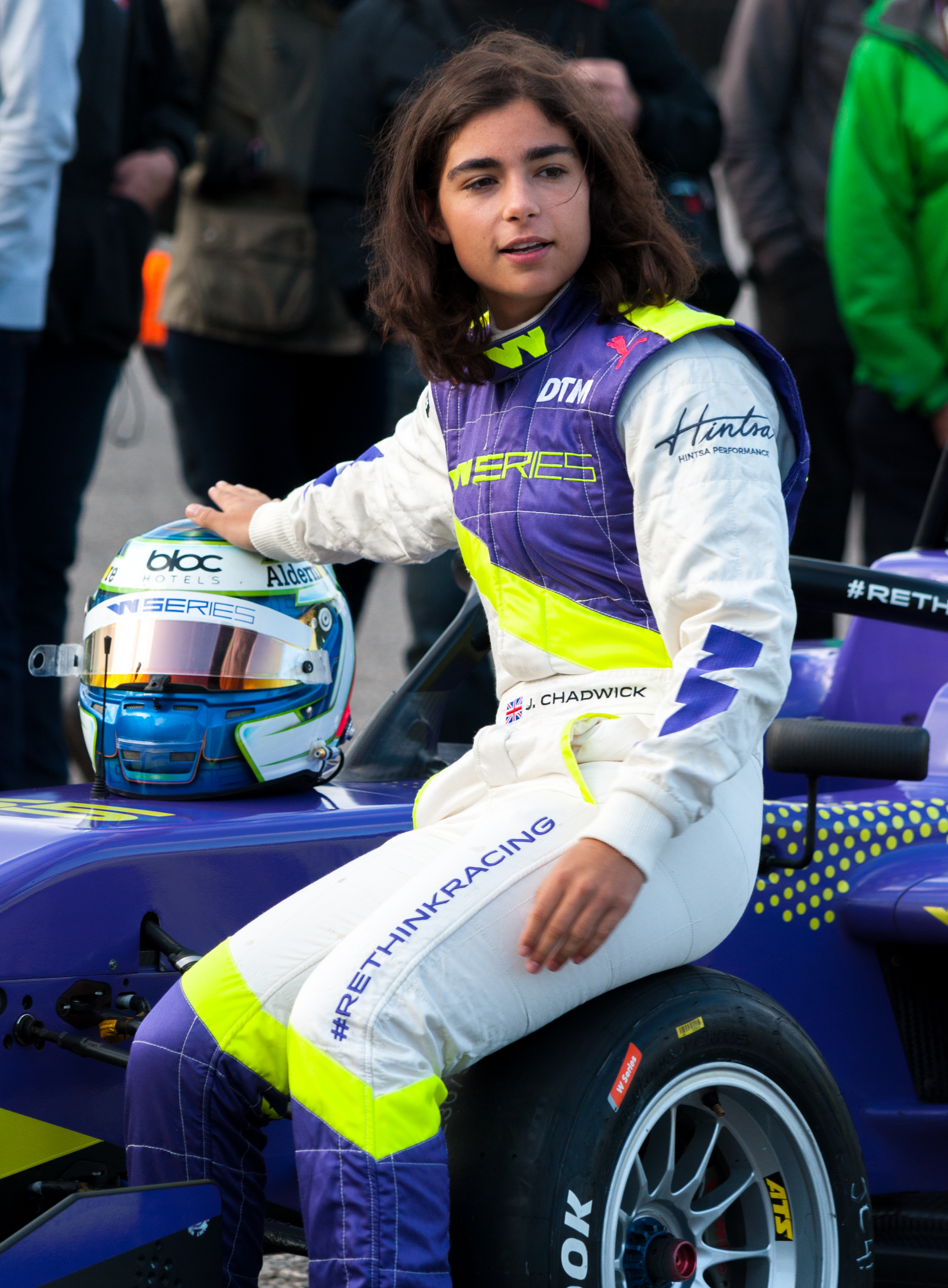
Inaugureel kampioen Jamie Chadwick.

| Jaar | Kampioen                        | Tweede                          | Derde                           |
| ---- | ------------------------------- | ------------------------------- | ------------------------------- |
| 2019 | Jamie Chadwick                  | Beitske Visser                  | Alice Powell                    |
| 2020 | afgelast vanwege coronapandemie | afgelast vanwege coronapandemie | afgelast vanwege coronapandemie |
| 2021 | Jamie Chadwick                  | Alice Powell                    | Emma Kimiläinen                 |
| 2022 | Jamie Chadwick                  | Beitske Visser                  | Alice Powell                    |

## Prijzengeld
Coureurs hoeven niets te betalen om deel te kunnen nemen aan het eerste kampioenschap van de W Series. Onder de coureurs wordt een totaal van anderhalf miljoen dollar aan prijzengeld uitgereikt, waarvan de kampioen een half miljoen dollar krijgt. Onder de overige coureurs in het veld wordt nog een miljoen dollar verdeeld.

## Kritiek
De W Series werd vanaf het moment dat het werd aangekondigd bekritiseerd, waarbij tegenstanders van het kampioenschap zeggen dat zij bang zijn dat mannelijke en vrouwelijke coureurs juist uit elkaar worden gehaald in plaats van de vrouwen te promoten om deel te nemen aan grotere kampioenschappen. Onder anderen de vrouwelijke coureurs Pippa Mann, Simona De Silvestro, Sophia Flörsch en Charlie Christina Martin hebben zich uitgesproken tegen het kampioenschap.